# Hiroomi Takizawa
Hiroomi Takizawa (jap. 瀧澤 宏臣, Takizawa Hiroomi; * 13. September 1973 in Yonezawa, Präfektur Yamagata) ist ein japanischer Freestyle-Skier. Er ist auf die Disziplin Skicross spezialisiert, früher auf die Buckelpisten-Disziplinen Moguls und Dual Moguls. In der Saison 2002/03 gewann er die Skicross-Weltcupwertung.

## Biografie
Zu Beginn seiner Sportkarriere war Takizawa ein alpiner Skirennläufer, größere Erfolge blieben jedoch aus. Im Jahr 1990 war er Teilnehmer der Juniorenweltmeisterschaften. 1996 wechselte Takizawa zum Freestyle-Skiing, und zwar zunächst in den Buckelpisten-Disziplinen. Sein Debüt im Weltcup hatte er am 6. Dezember 1997 in Tignes. Im Februar 1999 konnte er sich zweimal in den Punkterängen klassieren, mit den Plätzen 29 und 30 in Madarao (Myōkō) und Inawashiro. Im August 2001 kehrte Takizawa vorübergehend zum alpinen Skirennsport zurück und betrieb diesen wettkampfmäßig bis August 2004.
Seinen erfolgreichen Einstand als Skicrosser gab Takizawa bei den Winter-X-Games 2001, als er in der Disziplin UltraCross die Goldmedaille gewann. Am 30. November 2002 nahm er in Tignes am ersten Skicross-Weltcuprennen der Geschichte teil und fuhr auf den 8. Platz. Der erste Podestplatz folgte im Januar 2003 und am 12. März 2003 gewann er in Les Contamines sein erstes Weltcuprennen. Damit entschied er die Skicross-Disziplinenwertung für sich, im Gesamtweltcup war er Fünfter. Im Winter 2003/04 stand Takizawa viermal auf dem Podest (darunter ein Sieg), was in der Disziplinenwertung für den vierten Platz reichte. Die darauf folgende Saison 2004/05 musste er nach einem dritten Platz verletzungsbedingt vorzeitig abbrechen.
Die darauf folgende Saison 2005/06 war dem Wiederanschluss an die Weltspitze gewidmet. 2007 gewann er sein drittes (und bisher letztes) Weltcuprennen; hinzu kam ein zweiter Platz, was in der Disziplinenwertung den dritten Platz ergab. 2008 und 2009 gelangen ihm regelmäßig Top-10-Platzierungen, weitere Podestplätze blieben jedoch aus – mit Ausnahme der Winter-X-Games 2009, bei denen er im Skicross-Wettbewerb die Silbermedaille gewann. 2010 war ein 15. Platz sein bestes Weltcupergebnis, gleichwohl qualifizierte er sich für die Olympischen Winterspiele. Beim olympischen Rennen in Cypress Mountain fuhr er auf Platz 29.

## Erfolge

### Olympische Spiele
- Vancouver 2010: 29. Skicross

### Weltmeisterschaften
- Madonna di Campiglio 2007: 25. Skicross
- Inawashiro 2009: 12. Skicross

### Weltcup
- Saison 2002/03: 1. Skicross-Weltcup, 5. Gesamtweltcup
- Saison 2003/04: 4. Skicross-Weltcup
- Saison 2006/07: 3. Skicross-Weltcup
- Saison 2007/08: 9. Skicross-Weltcup
- 9 Podestplätze, davon 3 Siege:

| Datum            | Ort              | Land       |
| ---------------- | ---------------- | ---------- |
| 12. März 2003    | Les Contamines   | Frankreich |
| 21. Februar 2004 | Naeba Ski Resort | Japan      |
| 16. Februar 2007 | Inawashiro       | Japan      |

### Weitere Erfolge
- Winter-X-Games 2001: 1. UltraCross
- Winter-X-Games 2009: 2. Skier X